# Савёлов, Тимофей Петрович
Тимофей Петрович Савёлов — стольник (1676), думный дворянин (1678), патриарший боярин, окольничий (1689), родной брат Иоакима (Патриарха Московского). Воевода в Трубчевске и в Суздале.
Родился в XVII веке, в семье царского кречетника — можайского помещика Петра Иванова сына Савёлова и Евфимии Реткиной (в иночестве Евпраксии). Дед — токже сокольник, Иван Осенний Софронович. У Тимофея Петровича Савёлова было три родных брата: Иван, Павел и Иван Меньшой, а также две сестры, одну из которых, как и мать звали Евфимия.
Участвовал в Конотопском сражении (1659). Вместе с братьями под началом Ю. А. Долгорукого участвовал в подавлении восстания Степана Разина (1671).
По разделу 3 января 1677 года получил треть села Никольское Переславль-Залесского уезда, Борисоглебского стана, Марининской волости и деревни Большие Горки, Вороново, Родионово и Барсково. Кроме этого, досталось Тимофею Петровичу и село Бородино, в котором (1697—1701) он построил Рождественскую церковь в память о своём брате патриархе.
При подаче документов (февраль 1686) для внесения рода в Бархатную книгу, вместе с братом Павлом, предоставил поколенную роспись рода Савёловых и написал две челобитные (07 января и 16 апреля 1686) для выписки из летописцев о службах предков и земельных владениях.
Дети Тимофея Петровича: Тимофей (стольник, статский советник), Афанасий и Пётр (генерал-адъютант, умер бездетным), Мавра (вышла замуж за И. А. Мусина-Пушкина).